# Tails (Sonic the Hedgehog)
Miles Prower, mais conhecido pelo seu apelido Tails, é um personagem da série Sonic the Hedgehog e outras séries da Sega. Assim como muitos personagens da série, Tails foi baseado em um animal real. Tails é uma jovem raposa de pelo laranja-amarelado com branco, olhos azuis e dotado de duas caudas peludas e volumosas, sendo o principal aliado e melhor amigo do protagonista Sonic.
Seu nome de batismo é Miles Prower, uma brincadeira feita com as palavras Miles Per Hour (Milhas por Hora), sendo Tails apenas um apelido em referência às suas duas caudas que o permitem voar. Tails é o terceiro personagem mais famoso entre os fãs mais atuais, perdendo apenas para Shadow e Sonic, segundo uma enquete oficial da Sega feita em 2009.

## História
Yasushi Yamaguchi criou Tails a fim de vencer um concurso para eleger um companheiro para Sonic. O seu personagem, uma raposa com múltiplas caudas em alusão ao mitológico kitsune, venceu, mas a Sonic Team decidiu modificar o nome do personagem de "Miles Prower" para Tails. Yamaguchi decidiu então chamá-lo de Miles, sendo Tails um apelido e Prower o seu sobrenome.
Seu game de origem foi Sonic the Hedgehog 2, para Master System e Game Gear, com a versão do jogo para Mega Drive sendo sua introdução como personagem jogável. A habilidade para voar de Tails foi apenas implantada em Sonic Chaos, e depois Sonic the Hedgehog 3.

## Aparência
Tails é uma raposa antropomórfica, logo possui características corporais humanas e animais. Ele possui pelo alaranjado (atualmente mais amarelado), orelhas grandes e uma franja no topo de cabeça com três fios grandes. Ele possui olhos azuis-claros (antigamente pretos) e pelo peitoral branco. Miles é um pouco mais baixo que a maioria dos personagens, e possui duas caudas gêmeas. Utiliza pulseiras pretas prendendo suas luvas e tênis simples vermelhos e brancos.

## Personalidade
Inicialmente, ele era uma raposinha tímida e medrosa, mas após conhecer Sonic, isso mudou nele e ele se tornou mais feliz, sorridente e comunicativo. Com o passar do tempo, ele acabou aprendendo a confiar em si mesmo e se tornou mais independente de Sonic e bastante corajoso. Prower é muito inteligente e curioso, está sempre estudando sobre tudo que descobre e deixando sua criatividade o levar. Tails é uma raposa gentil, dócil, leal, otimista e as vezes pode ser bastante egoísta.

## Habilidades
Tails é especialista em tecnologia e engenharia. Consegue criar e acessar sistemas de qualquer tipo, e também construir vários tipos de máquinas, robôs e veículos. Ele também possui uma grande habilidade para pilotar veículos, sejam eles carros, barcos, aviões ou naves. Por ser uma raposa, Miles também é muito bom nadador, possuindo um fôlego resistente e nada velozmente em baixo d'água. Tails também pode usar suas caudas para muitas coisas, mas a principal função é para voar. Para isso, ele as gira como hélices, podendo atingir uma boa altitude e velocidades limitadas. Entretanto, ele pode se cansar caso voe por bastante tempo ou esteja carregando outras pessoas por bastante tempo. Suas caldas são tão afiadas que pode destruí robôs e são utilizadas também como defesa e ataques para combates.